# Ибриану (Дамбовица)
Ибриану (рум. Ibrianu) насеље је у Румунији у округу Дамбовица у општини Корнешти. Oпштина се налази на надморској висини од 144 m.

## Становништво
Према подацима из 2002. године у насељу је живело 938 становника, од којих су сви румунске националности.